# BibCat
BibCat és una llista de distribució catalana sobre biblioteconomia, documentació i arxivística. La va crear el Col·legi Oficial de Bibliotecaris-Documentalistes de Catalunya l'any 1998 per recollir les notícies relacionades amb biblioteques i arxius que es publiquen en diferents recursos. L'objectiu inicial era demostrar la necessitat d'una llista que interrelacionés els professionals de la documentació i arxivística del País Valencià, les Illes Balears i Catalunya, i, alhora, reduir les deficiències del sistema bibliotecari català.
L'any 2010 tenia 2.000 subscriptors.